# زیبایی بزرگ
زیبایی بزرگ (به ایتالیایی: La grande bellezza) فیلمی به کارگردانی پائولو سورنتینو است که در سال ۲۰۱۳ میلادی ساخته شده‌است. این فیلم در ژانر کمدی درام است. رابی کالین منتقد فیلم، زیبایی بزرگ را هم‌ردهٔ فیلم‌هایی چون زندگی شیرین ساخته‌ی فدریکو فلینی و رم، شهر بی‌دفاع روبرتو روسلینی می‌داند.
این فیلم برنده جایزه بهترین فیلم غیر انگلیسی‌زبان در هفتاد و یکمین مراسم گلدن گلوب شده‌است. همچنین این فیلم برای دریافت نخل طلا در جشنواره فیلم کن ۲۰۱۳ و برای بهترین فیلم غیر انگلیسی‌زبان در مراسم هشتاد و ششم جوایز اسکار نامزد شده بود و توانست این جایزه را برنده شود. این فیلم در بیست و ششمین دوره جوایز فیلم اروپا برندهٔ جایزه بهترین فیلم، بهترین کارگردان، بهترین بازیگر مرد تونی سرویلو و بهترین تدوینگر (کریستیانو تراوالیولی) شده‌است.

## خلاصه داستان
روزنامه‌نگار و نویسنده‌ای به نام جپ گامباردلا (با بازی سرویلو) مسحور و مفتون راه و روش خودش از طریق سال‌ها افراط در خوشگذرانی شبانه در رُم شده‌است. از زمان موفقیت افسانه‌ای اولین و تنها رمانش، تبدیل به ساختار دائمی در محافل ادبی و اجتماعی شهر شده‌است، اما تولد ۶۵ سالگی اش همزمان می‌شود با یک شوک از گذشته. جپ ناگهان خودش را در وضعیت روحی و شرایطی می‌یابد که به طور غیرمنتظره‌ای زندگی‌اش سخت تکان خورده، قوه تعقلش نسبت به خود و هم‌عصرانش دگرگون شده و در حال جستجوی گذشته در کلوپ‌های شبانه عجیب و غریب، مهمانیها و کافه‌ها برای یافتن رُم با همه جلال و شکوهش است: یک چشم‌انداز بی‌انتهای پوچ، زیبایی بدیع.

## جوایز و افتخارات
بیست و ششمین جوایز فیلم اروپا
| بخش               | گیرنده               | نتیجه    |
| ----------------- | -------------------- | -------- |
| بهترین فیلم       | پائولو سورنتینو      | برنده    |
| بهترین کارگردان   | پائولو سورنتینو      | برنده    |
| بهترین بازیگر مرد | تونی سرویلو          | برنده    |
| بهترین تدوینگر    | کریستیانو تراوالیولی | برنده    |
| بهترین فیلمنامه   | اومبرتو کنتارلو      | نامزدشده |

هشتاد و ششمین دوره جوایز اسکار
| بخش                                     | گیرنده          | نتیجه |
| --------------------------------------- | --------------- | ----- |
| جایزه اسکار بهترین فیلم غیر انگلیسی‌زبان | پائولو سورنتینو | برنده |

هفتاد و یکمین مراسم گلدن گلوب
| بخش                         | گیرنده          | نتیجه |
| --------------------------- | --------------- | ----- |
| بهترین فیلم غیر انگلیسی‌زبان | پائولو سورنتینو | برنده |

جشنواره فیلم کن ۲۰۱۳
| بخش     | گیرنده          | نتیجه    |
| ------- | --------------- | -------- |
| نخل طلا | پائولو سورنتینو | نامزدشده |